# Shake Boom (canção gravada por Vinny)
Shake Boom é o segundo single do cantor Vinny a estourar nacionalmente nas rádios e TV. A música foi lançada juntamente com o álbum Na Gandaia, de 1998.
A canção fez parte da trilha sonora da novela Pecado Capital, que estreou no mesmo ano de seu lançamento.
Em 2008, a música ganhou uma versão acústica, que foi lançada no álbum Vinny - Acústico Circular.

## Prêmios e indicações
| Ano  | Prêmio                         | Categoria                       | Resultado | Ref.  |
| ---- | ------------------------------ | ------------------------------- | --------- | ----- |
| 1999 | MTV Video Music Brasil         | Escolha da Audiência            | Indicado  | [ 7 ] |
| 1999 | MTV Video Music Brasil         | Videoclipe de Artista Revelação | Indicado  | [ 7 ] |
| 1999 | MTV Video Music Awards de 1999 | Escolha da Audiência            | Indicado  |       |